# Ziama Mansouriah
Ziama Mansouriah là một đô thị thuộc tỉnh Jijel, Algérie. Dân số thời điểm năm 2002 là 11.945 người.